# Taconiet

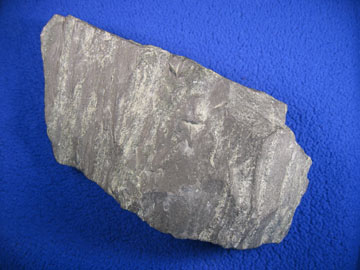
Taconiet

Taconiet is een in het Precambrium gevormd sedimentair gesteente. Het is een zogeheten banded iron formation, die bestaat uit afwisselende lagen ijzer en schalie en/of vuursteen. 
Taconiet bevat ongeveer 25 tot 30% ijzer en is daarom een belangrijke erts. Om taconiet te verwerken, wordt de erts vermalen tot een fijn poeder; vervolgens wordt het ijzer gescheiden van het ganggesteente door sterke magneten te gebruiken, en dan wordt het poedervormige ijzerconcentraat vermengd met bentonietklei en kalksteen. Het mengsel vormt dan blokjes van ongeveer één centimeter doorsnede, die ongeveer 65% ijzer bevatten. De korrels worden verwarmd bij zeer hoge temperaturen om de magnetiet (Fe3O4) tot hematiet (Fe2O3) te oxideren, waarna het verder kan worden verwerkt.
Er zijn aanwijzingen dat de fijne vezels in taconiet nadelige gevolgen voor de gezondheid kunnen hebben. Men vermoedt dat soortgelijke aandoeningen als bij asbest veroorzaakt kunnen worden, met name asbestose en mesothelioom.